# ワトキン・ウィリアムズ (1742-1808)
ワトキン・ウィリアムズ（Watkin Williams、1742年9月30日 – 1808年11月30日）は、イギリスの政治家。30年以上ウェールズの選挙区から選出されて庶民院議員を務めた。1766年から1796年までシュロップシャー民兵隊の少佐だったため、同時代には「ウィリアムズ少佐」（Major Williams）と呼ばれることが多い。

## 生涯
庶民院議員リチャード・ウィリアムズと3人目の妻アナベラ（Annabella、1722年ごろ – 1795年8月11日、チャールズ・ロイドの娘）の息子として、1742年9月30日に生まれ、10月2日にフリントシャーのナンネルフで洗礼を受けた。1760年6月25日にオックスフォード大学ブレーズノーズ・カレッジに入学、1767年2月9日にM.A.の学位を修得した。
1772年6月、モンゴメリーシャー選挙区の現職議員エドワード・キナストンの死去に伴い補欠選挙が行われ、ウィリアムズは当時のモンゴメリーシャーにおける二大勢力であるウィン家（Wynn）とハーバート家（Herbert、ポウィス伯爵位を所有）の支持を受けて無投票で庶民院議員に当選した。1度目の議員期では1773年4月のミドルセックス選挙事件に関する採決、および1774年2月のグレンヴィル法を恒久法にする法案で野党に同調して投票した。
1772年に初代ポウィス伯爵ヘンリー・ハーバートが死去すると、ウィン家とハーバート家の協調が崩れ、ポウィス伯爵未亡人バーバラ・ハーバートは1774年イギリス総選挙でウィリアム・モスティン・オーウェンを候補者とした。ウィン家がウィリアムズの再選を支持したため、選挙戦が行われた。ウィリアムズが有力な大家族、オーウェンが領地のより小さい自由保有権保有者から支持されるという構図になり、結果は624票対700票でウィリアムズが落選した。
1777年にフリント・バラ選挙区の現職議員第6代準男爵サー・ジョン・グリンが死去すると、ウィリアムズは補欠選挙に出馬した。ウィリアムズ家はフリントシャーにおける有力な家系であり、ウィリアムズは補欠選挙において無投票で当選した後、5回の総選挙（1780年、1784年、1790年、1796年、1802年）において無投票で再選した。
2度目の議員期では演説の記録がなく、ノース内閣期（1770年 – 1782年）に野党の立場をとった。シェルバーン伯爵内閣期にアメリカ独立戦争の予備講和条約に賛成した後、小ピット派の一員になった。1790年以降は投票記録にも現れなくなったが、小ピットを支持したとされる。
1789年に伯父の息子にあたる第4代準男爵サー・ワトキン・ウィリアムズ＝ウィンが死去したとき、その後継者である第5代準男爵サー・ワトキン・ウィリアムズ＝ウィンが未成年だったため、首相小ピットはウィリアムズ家に便宜を図ることに同意し、ウィリアムズも1789年8月から1793年6月までメリオネスシャー統監を、1792年から1794年までデンビーシャー統監を務めた。また1798年9月にフリント城総督（Constable of Flint Castle）への就任を申請して、1799年3月に認められた。
老衰を理由に説得を受け、1806年イギリス総選挙に出馬せず議員を退任した。1808年11月30日に死去、ナンネルフで埋葬された。

## 家族
1767年11月2日、エリザベス・ステイプルトン（Elizabeth Stapleton、1739年ごろ – 1825年4月26日、ジェームズ・ラッセル・ステイプルトンの娘）と結婚したが、2人の間に子供はいなかった。
ステイプルトン家はセントクリストファー・ネイビスに地所を所有していたが、エリザベスの姉キャサリンは1776年にウィリアムズ夫婦の持分を18,000ポンドで購入した。